# Transit de Vénus depuis Mars
Un transit astronomique de Vénus devant le Soleil se produit depuis Mars lorsque Vénus passe directement entre le Soleil et Mars, obscurcissant une petite partie du disque solaire du point de vue d'un observateur martien.

## Fréquence
Les transits de Vénus depuis Mars sont plus fréquents que ceux de la Terre depuis cette planète, ainsi que ceux de Vénus depuis la Terre.
La période synodique de Vénus depuis Mars est de 333,92 jours ; elle peut être calculée simplement avec la formule 1/(1/P - 1/Q) où P est la période sidérale de Vénus (224,701 jours) et Q la période sidérale de Mars (686,960 10 jours).
L'inclinaison de l'orbite de Vénus par rapport à l'écliptique de Mars est 1,94°, moins que les 3,39° d'inclinaison par rapport à l'écliptique de la Terre.
Par observation empirique des dates de transit, il semble que ceux-ci se produisent selon des séries distinctes ; dans chaque série, les transits sont séparés par 24 042,45 jours (un peu moins que 65 ans et 10 mois). Cette période correspond à 72 périodes synodiques Vénus-Mars, soit 35 périodes orbitales de Mars et 107 périodes orbitales de Vénus.
Une série débute et se termine lorsque Vénus passe juste au nord ou au sud du Soleil. Lorsque la distance entre Vénus et Mars lors de leur conjonction inférieure est suffisamment grande (Vénus possédant alors un diamètre angulaire d'environ 19"), une nouvelle série débute avant que la précédente se soit terminée. Dans ce cas, deux transits se produisent à seulement deux périodes synodiques de distance (environ 668 jours), l'un des deux sur la partie nord du Soleil, l'autre sur sa partie sud. Lorsque Vénus et Mars sont plus proches à leur conjonction (Vénus ayant alors un diamètre angulaire de 23"), une série se termine avant qu'une autre ne prenne le relais.

## Observation
Aucun observateur humain n'a bien entendu encore pu observer un tel transit. 

Le prochain, qui sera le 1er du XXIe siècle, aura lieu le 20 août 2030 et pourra potentiellement être observé par des sondes spatiales, voire par d'hypothétiques astronautes, si « le premier pas sur Mars » aura eu lieu d'ici là. Sinon le transit suivant aura lieu moins de 2 ans après, le 18 juin 2032 ; d'autres auront lieu plusieurs décennies après, durant la seconde moitié de ce siècle.

## Liste
Dans la table suivante, qui liste un certain nombre de transits proches de notre époque, les séries débutant par A se produisent près du nœud ascendant (par rapport au plan de l'écliptique martien) et lorsque le diamètre angulaire de Vénus est d'environ 23 à 24". Les séries débutant par D se produisent près du nœud descendant lorsque le diamètre angulaire de Vénus est d'environ 18 à 19". Da2 débute avant la fin de Da1, Db2 avant celle de Db1 et Db3 avant celle de Db2 ; en revanche, Aa2 débute après la fin de Aa1 et Ab2 après celle de Ab1.
| Date              | Notes | Série |
| ----------------- | ----- | ----- |
| 3 mai 1703        |       | Da1   |
| 20 septembre 1730 |       | Aa1   |
| 2 mai 1735        |       | Db2   |
| 1er mars 1737     |       | Db1   |
| 17 juillet 1764   |       | Ab1   |
| 27 février 1769   |       | Da1   |
| 17 juillet 1796   |       | Aa1   |
| 27 février 1801   |       | Db2   |
| 15 mai 1830       |       | Ab1   |
| 27 décembre 1834  |       | Da1   |
| 15 mai 1862       |       | Aa1   |
| 26 décembre 1866  |       | Db2   |
| 11 mars 1896      |       | Ab1   |
| 25 décembre 1898  |       | Da2   |
| 24 octobre 1900   |       | Da1   |
| 12 mars 1928      |       | Aa1   |
| 23 octobre 1932   |       | Db2   |
| 22 octobre 1964   |       | Da2   |
| 22 août 1966      |       | Da1   |
| 7 janvier 1994    |       | Aa1   |
| 21 août 1998      |       | Db2   |
| 20 août 2030      |       | Da2   |
| 18 juin 2032      |       | Da1   |
| 5 novembre 2059   |       | Aa1   |
| 17 juin 2064      |       | Db2   |
| 5 novembre 2091   |       | Ab2   |
| 16 juin 2096      |       | Da2   |
| 16 avril 2098     |       | Da1   |
| 12 septembre 2125 |       | Aa1   |
| 16 avril 2130     |       | Db2   |
| 2 septembre 2157  |       | Ab2   |
| 14 avril 2162     |       | Da2   |
| 12 février 2164   |       | Da1   |
| 30 juin 2191      |       | Aa1   |
| 11 février 2196   |       | Db2   |
| 1er juillet 2223  |       | Ab2   |
| 11 février 2228   |       | Da2   |
| 11 décembre 2229  |       | Da1   |
| 27 avril 2257     |       | Aa1   |
| 10 décembre 2261  |       | Db2   |
| 27 avril 2289     |       | Ab2   |
| 8 décembre 2293   |       | Da2   |
| 23 février 2323   |       | Aa1   |
| 8 octobre 2327    |       | Db2   |
| 23 février 2355   |       | Ab2   |
| 7 octobre 2359    |       | Da2   |
| 4 août 2393       |       | Db2   |
| 20 décembre 2420  |       | Ab2   |
| 3 août 2425       |       | Da2   |
| 20 décembre 2452  |       | Aa2   |
| 2 août 2457       |       | Db3   |
| 2 juin 2459       |       | Db2   |